# Mons (Belgium)
Mons (hollandul Bergen) város Belgium Vallónia régiójának Hainaut tartományában.

## Történelem
A terület már a kőkorszakban lakott volt. A város mai területén létezett egy római kolónia, Castrilocus néven. A 7. században Szent Ghislain és követői egy kápolnát építettek itt. A középkorban a kereskedelem és gazdaság virágzott, a népesség gyorsan nőtt. A 13. század végére a város lakossága elérte a 4700 főt. Mons 1295-ben Hainaut székhelye lett. A 15. század végére 8900 lakója volt a városnak.

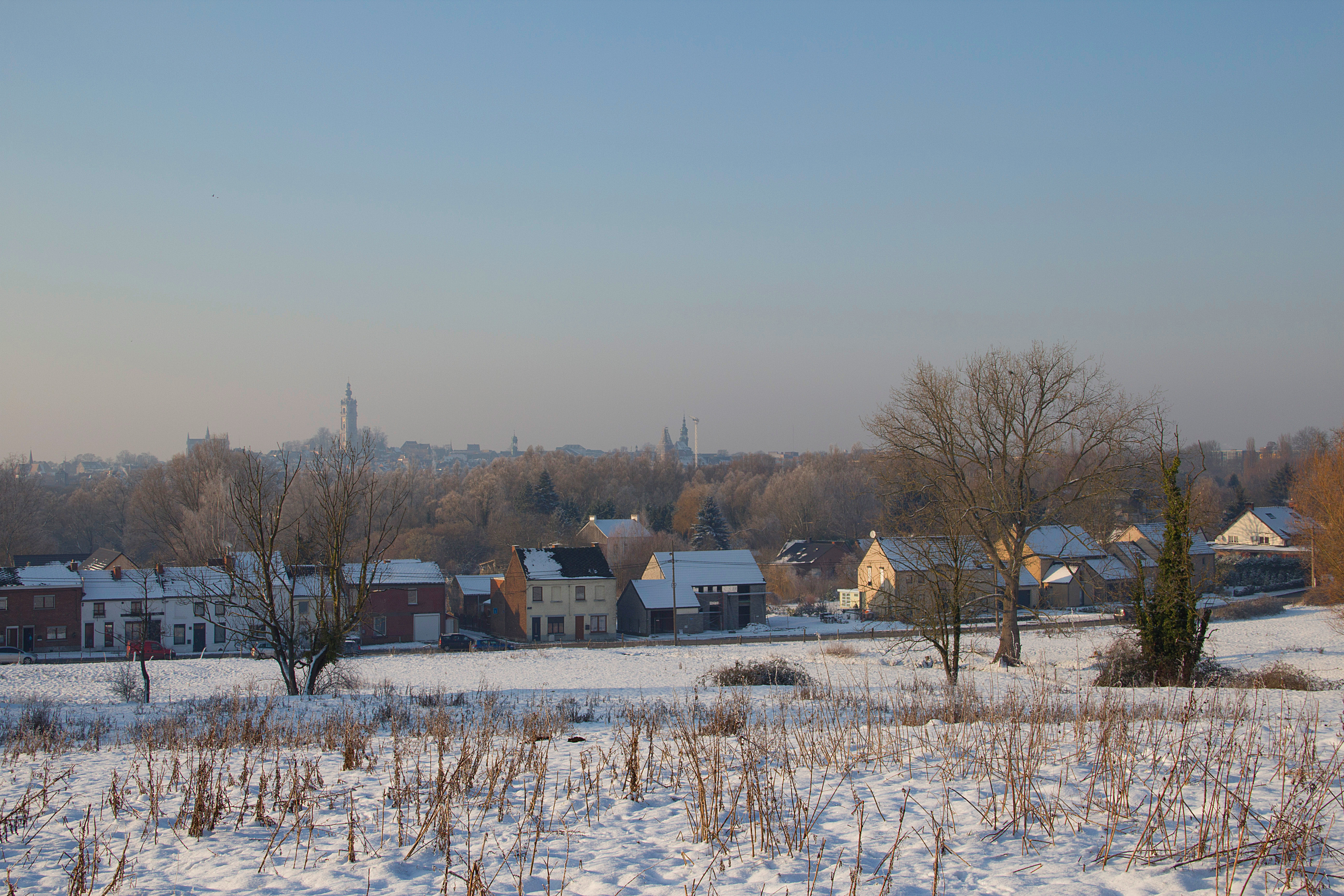
Mons régi városrésze a háttérben

1515-ben V. Károly spanyol király ellenőrzése alá került a térség. A 16. században az ellenreformáció ideje alatt sok embert öltek meg a városban. 1691. április 8-án, kilenc hónapos ostrom után XIV. Lajos francia király csapatai bevették a várost. 1697 és 1701 között osztrák, majd 1701 és 1709 között ismét francia ellenőrzés alatt állt, majd a hollandok irányítása alá került. 1715-ben az osztrákok ellenőrzése alá került. XV. Lajos 1746-ban ismét ostromolta a várost. 1792-ben aztán Hainaut tartományt annektálta Franciaország.
1814-ben, Napóleon államának összeomlása után Hollandia kezére került Mons. A hollandok jelentős erődítési munkálatokat végeztek. 1830-ban Mons a független Belgium része lett. Az 1860-as években jelentősen átépítették a várost (körutak építése). 1914. augusztus 23-a és 24-e között a britek itt harcoltak a németek ellen, akik később elfoglalták a várost. Az első világháború utolsó napjaiban kanadai egységek szabadították fel Mons-t a német megszállás alól. 1944 szeptemberében súlyos harcok dúltak az amerikai és a visszavonuló német csapatok között a város térségében. 2006 áprilisában a helyi börtönben lázadás tört ki, halálesemény nem történt.

## Oktatás
A városban három egyetem működik:
- Faculté polytechnique de Mons (FPMs)
- Facultés universitaires catholiques de Mons (FUCAM)
- Université de Mons-Hainaut (UMH)

## Kultúra
Ducasse de Mons (ismertebben Doudou) egy helyi ünnep, amelyet pünkösdvasárnap rendeznek meg.
A város 2015-ben – a csehországi Plzeň mellett – az Európa kulturális fővárosa cím birtokosa.

## A város neves szülöttei
- Jan Provoost, flamand festő (1465–1529 v. 1525)
- Gilles Binchois, zeneszerző (15. század)
- Orlande de Lassus, zeneszerző (16. század)
- Guido de Bres, teológus (1522-től 1567. május 31-ig)
- Giuseppe Grisoni, festő, szobrász (17. század)
- François-Joseph Fétis, zeneszerző, kritikus, tanár (18. század)
- Paul Émile de Puydt, botanikus, közgazdász, író (19. század)
- Émile Motte, festő (19. század)

## Látnivalók
- Waltrudiskirche (Collégiale Sainte-Waudru, épült 1460–1589)
- Belfried (Le Beffroi, épült 1661–1672)
- Késő gótikus tanácsház (épült 1440–1443)
- Szépművészetek múzeuma (Musee des Beaux-Arts)
- Musée François Duesberg: Pendeluhren
- Musée de la vie montoise: Volkskunde
- Musée du Centenaire
- Természetrajzi Múzeum
- Vincent van Gogh-ház

## Testvértelepülések
- Franciaország, Briare
- Franciaország, Thoissey
- Franciaország, Vannes
- Egyesült Királyság, Sefton
- Kína, Changsha
- USA, Little Rock

| Előző: Riga, Umeå | Európa kulturális fővárosa 2015 | Következő: Donostia-San Sebastián, Wrocław |

- Hivatalos oldala